# RTL Kockica
РТЛ коцкица (хрв. RTL kockica) је хрватска телевизија. Ово је први бесплатни специјализовани канал за децу, младе и породицу у Хрватској. Почела је емитовање 11. јануара 2014.

## Програм

### Стране серије
- Виолета
- Софија Прва
- Рођена звезда
- Кућа бога Анубиса
- Moj мали пони: Пријатељство је чаролија

### Емисије
- Ловци на мистерије
- Светска блага
- Весели младунци
- Дивљи боравак
- Мали научници